# Berlanga del Bierzo
Berlanga del Bierzo là một đô thị trong tỉnh León, Castile và León, Tây Ban Nha. Theo điều tra dân số 2004 (INE), đô thị này có dân số là 409 người.